# Ptichodis immunella
Ptichodis immunella är en fjärilsart som beskrevs av Embrik Strand 1917. Ptichodis immunella ingår i släktet Ptichodis och familjen nattflyn. Inga underarter finns listade.